# Somatidia picticornis
Somatidia picticornis är en skalbaggsart som beskrevs av Thomas Broun 1895. Somatidia picticornis ingår i släktet Somatidia och familjen långhorningar. Inga underarter finns listade i Catalogue of Life.